# Tesoro di Misurata
Il tesoro di Misurata è «il più grande ritrovamento monetale del mondo antico». La sua casuale scoperta, in Libia, risale al 1981, mentre la sua denominazione deriva dall'omonima località sulla costa libica, dove il cospicuo ripostiglio monetale fu nascosto nel IV secolo, all'interno di un edificio distrutto, e poi dimenticato, nella problematica temperie politica di un'epoca turbolenta per l'impero romano, a cavallo tra il III e IV secolo.
Il tesoro, conservato nel Museo archeologico nazionale di Leptis Magna, è stato restaurato e studiato in situ, con tecniche non distruttive, secondo specifici protocolli, da un'équipe italiana di studiosi dell'ITABC - Istituto per le tecnologie applicate ai beni culturali del Consiglio Nazionale delle Ricerche, sotto la guida di Salvatore Garraffo, direttore dell'Istituto. Al progetto partecipano anche l'IBAM-CNR (Istituto per il Beni Archeologici e Monumentali) di Lecce - Potenza - Catania, l'Istituto nazionale di fisica nucleare (con il LANDIS-Laboratori di analisi non distruttive dei Laboratori nazionali del sud), e i dipartimenti di chimica delle università di Catania e di Genova.
Presso l'ITABC è stato anche realizzato un database dei pezzi monetali, con immagini 2D e, in previsione, anche in 3D: l'archivio, in fase di implementazione, copre 68.000 dei 108.000 pezzi del tesoro.

## Composizione ed epoca di formazione
Il tesoro di Misurata si compone di oltre 108.000 esemplari di nummi di epoca imperiale, risalenti agli anni dal 294 al 333, coniati in lega di rame, piombo e stagno, arricchita da argento nella patina superficiale. Alcuni di questi nummi sono di tipologie sconosciute, inedite, o rarissime.
La monetazione risale quindi alle fasi della Tetrarchia (fine III secolo) e della guerra civile di inizio IV secolo (306-324), in una fase molto turbolenta nell'età imperiale della storia romana, già segnata dall'Anarchia militare e dalla crisi del III secolo.
Alcune caratteristiche del tesoro riflettono bene gli anni tumultuosi dell'epoca a cui appartennero.

## Il tesoro di Misurata nel clima di instabilità politica ed economica tra III e IV secolo
Il clima di turbolenza e criticità politica del periodo, accompagnato da instabilità e incertezza economica, ebbero un profondo impatto sulla vita dell'impero, fedelmente registrato dai nummi di Misurata.

### Instabilità economica
L'instabilità economica è ben riflessa dalle caratteristiche salienti dei pezzi monetali, il cui peso, inizialmente di 12 grammi, decresce fino a 2,5 grammi, accompagnato dalla rarefazione del titolo in argento, ridottosi a un terzo nello stesso periodo, essendo passato dal 4,5% iniziale all'1,5% dei pezzi monetali più recenti. Entrambi i fenomeni testimoniano bene i severi effetti che dovette dispiegare, durante gli anni di accumulo del deposito, la forte inflazione che imperversava nell'impero romano.

### Turbolenze politiche
La stessa destinazione stessa del tesoro è legata alle criticità politiche dell'impero romano, e alle difficoltà di tenuta dei suoi confini: si ritiene infatti probabile che la sua costituzione fosse finalizzata al finanziamento delle truppe mercenarie utilizzate per difendere il limes africano.
I nummi di Misurata riflettono anche le criticità politiche. In esse si può leggere traccia delle mire secessionistiche di Domizio Alessandro, che governò per un periodo la provincia d'Africa, quale vicario del prefetto del pretorio: alcune delle monete furono infatti coniate a suo nome.
La stessa vicenda della costituzione del deposito merita attenzione, per la sua capacità di evocare le difficoltà del periodo: fu necessario infatti la messa in sicurezza dell'enorme gruzzolo mediante il singolare occultamento in un edificio distrutto.